# Saint-Maurice-en-Trièves
Pour les articles homonymes, voir Saint-Maurice.

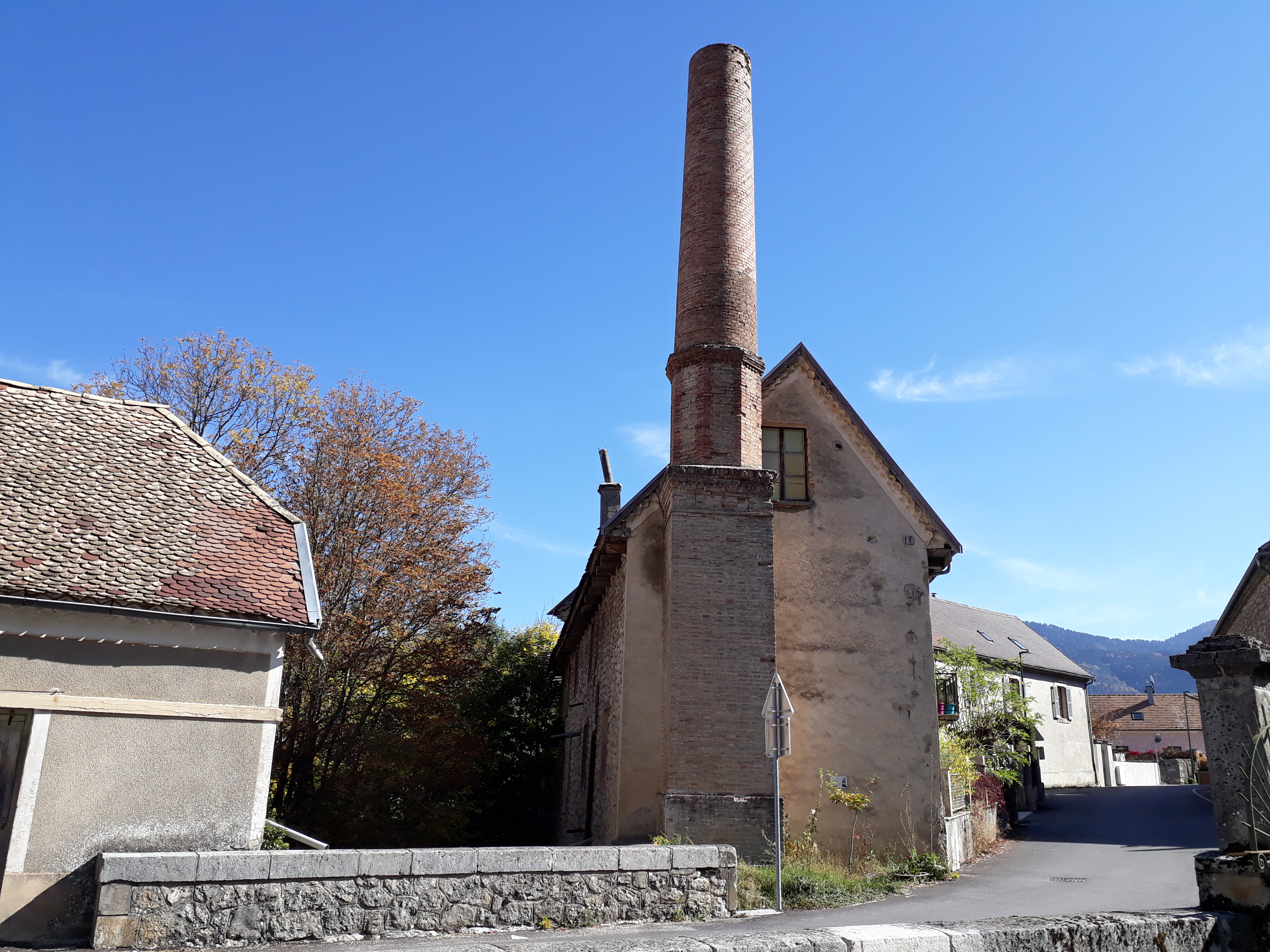
L'ancienne fonderie d'or

Saint-Maurice-en-Trièves est une commune française située dans le département de l'Isère en région Auvergne-Rhône-Alpes.

## Géographie

### Situation et description
Petit village en Trièves, situé en contrebas de la nationale 75 à 850 m d'altitude (altitude de la mairie), Saint-Maurice-en-Trièves a très longtemps été desservi par une gare aujourd'hui abandonnée, ainsi que l'hôtel voisin. La ligne à voie unique dessert toujours la liaison Gare de Grenoble - Veynes - Dévoluy.
Jusqu'au début du XXe siècle, une fonderie d'or était en exploitation au bord du ruisseau de Bonson. Il ne reste en ce jour qu'une partie de la cheminée.

### Communes limitrophes
Les communes les plus proches sont Lalley à 1,12 km, Le Monestier-du-Percy à 3,32 km, Prébois à 3,68 km, Percy à 4,15 km, Clelles à 7,64 km (Distances données à vol d'oiseau)

### Climat
Pour des articles plus généraux, voir Climat d'Auvergne-Rhône-Alpes et Climat de l'Isère.
En 2010, le climat de la commune est de type climat de montagne, selon une étude du Centre national de la recherche scientifique s'appuyant sur une série de données couvrant la période 1971-2000. En 2020, Météo-France publie une typologie des climats de la France métropolitaine dans laquelle la commune est exposée à un climat de montagne ou de marges de montagne et est dans la région climatique  Alpes du sud, caractérisée par une pluviométrie annuelle de 850 à 1 000 mm, minimale en été. 
Pour la période 1971-2000, la température annuelle moyenne est de 9,1 °C, avec une amplitude thermique annuelle de 17,2 °C. Le cumul annuel moyen de précipitations est de 987 mm, avec 9,5 jours de précipitations en janvier et 5,9 jours en juillet. Pour la période 1991-2020, la température moyenne annuelle observée sur la station météorologique de Météo-France la plus proche, « Chichilianne », sur la commune de Chichilianne à 9 km à vol d'oiseau, est de 9,0 °C et le cumul annuel moyen de précipitations est de 1 252,5 mm,. Pour l'avenir, les paramètres climatiques de la commune estimés pour 2050 selon différents scénarios d'émission de gaz à effet de serre sont consultables sur un site dédié publié par Météo-France en novembre 2022.

### Voies de communication
Le bourg accessible depuis Grenoble et Sisteron depuis la RD 66b par l'ancienne route nationale 75 devenue route départementale 1075, à la suite d'un déclassement.

## Urbanisme

### Typologie
Au 1er janvier 2024, Saint-Maurice-en-Trièves est catégorisée commune rurale à habitat dispersé, selon la nouvelle grille communale de densité à sept niveaux définie par l'Insee en 2022.
Elle est située hors unité urbaine. Par ailleurs la commune fait partie de l'aire d'attraction de Grenoble, dont elle est une commune de la couronne,. Cette aire, qui regroupe 204 communes, est catégorisée dans les aires de 700 000 habitants ou plus (hors Paris),.

### Occupation des sols
L'occupation des sols de la commune, telle qu'elle ressort de la base de données européenne d’occupation biophysique des sols Corine Land Cover (CLC), est marquée par l'importance des forêts et milieux semi-naturels (64,5 % en 2018), une proportion identique à celle de 1990 (64,5 %). La répartition détaillée en 2018 est la suivante : 
forêts (43,9 %), prairies (20,4 %), milieux à végétation arbustive et/ou herbacée (17,4 %), terres arables (13,6 %), espaces ouverts, sans ou avec peu de végétation (3,2 %), zones agricoles hétérogènes (1,4 %). L'évolution de l’occupation des sols de la commune et de ses infrastructures peut être observée sur les différentes représentations cartographiques du territoire : la carte de Cassini (XVIIIe siècle), la carte d'état-major (1820-1866) et les cartes ou photos aériennes de l'IGN pour la période actuelle (1950 à aujourd'hui).

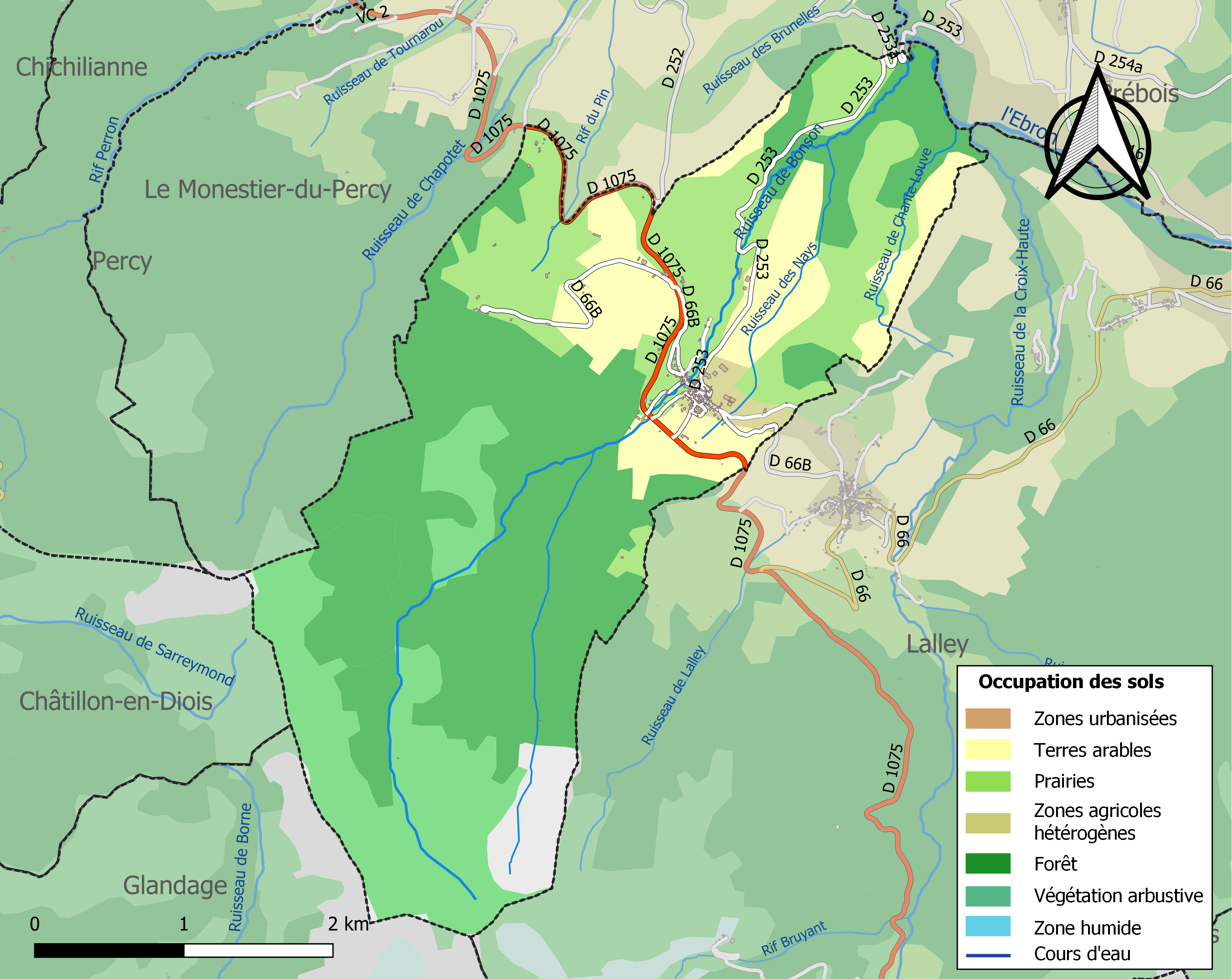
Carte des infrastructures et de l'occupation des sols de la commune en 2018 (CLC).

### Risques naturels et technologiques

#### Risques sismiques
L'ensemble du territoire de la commune de Saint-Maurice-en-Trièves est situé en zone de sismicité n°3, comme la plupart des communes de son secteur géographique. Ce territoire se situe cependant au sud de la limite d'une zone sismique classifiée de « moyenne ».
| Type de zone | Niveau            | Définitions (bâtiment à risque normal) |
| ------------ | ----------------- | -------------------------------------- |
| Zone 3       | Sismicité modérée | accélération = 1,1 m/s2                |

### Lieux-dits et écarts
- La Commanderie[Note 2], ancienne commanderie de l'ordre de Saint-Jean de Jérusalem et du grand prieuré de Saint-Gilles[15].

## Histoire

### AuXIXesiècle
Une fonderie d'or fut implantée à Saint-Maurice en Trièves dans les années 1880, par Auguste Court. En l'absence de tout gisement d'or dans le Trièves, le choix de Saint-Maurice-en-Trièves fut dicté par l'ouverture en 1878 de la ligne de chemin de fer Grenoble-Veynes. La matière première provenait de "regrets" d'orfèvres, vieux bijoux, balayures, etc vendus par des orfèvres et des photographes, en France, mais aussi en Afrique du Nord, à Malte, en Espagne et au Portugal. Les matières premières étaient acheminées par bateau, puis par chemin de fer jusqu'à Saint-Maurice. Là, elles étaient triées, tamisées et réduites en cendres dans un four dont reste encore la base de la cheminée. Une série d'opérations permettaient d'extraire les métaux (cuivre, or et argent), qui débarrassés de leurs éléments ferreux étaient fondues à haute température dans un four spécial, puis coulées en lingots. La fonderie, installée au bord du ruisseau de Bonson, à l'entrée du village, a été conservée, en diminuant toutefois la hauteur de la cheminée.

## Politique et administration

### Liste des maires
| Période                                  | Période  | Identité           | Étiquette | Qualité         |
| ---------------------------------------- | -------- | ------------------ | --------- | --------------- |
| 2001                                     | 2008     | Jean Martinello    |           |                 |
| 2008                                     | 2020     | Guy Percevault     | DVD       | Agent technique |
| 2020                                     | En cours | Patrick Martinello |           |                 |
| Les données manquantes sont à compléter. |          |                    |           |                 |

### Jumelages
La commune de Saint-Maurice-en-Trièves ne compte encore aucun jumelage avec d'autres communes.

## Population et société

### Démographie
L'évolution du nombre d'habitants est connue à travers les recensements de la population effectués dans la commune depuis 1793. Pour les communes de moins de 10 000 habitants, une enquête de recensement portant sur toute la population est réalisée tous les cinq ans, les populations de référence des années intermédiaires étant quant à elles estimées par interpolation ou extrapolation. Pour la commune, le premier recensement exhaustif entrant dans le cadre du nouveau dispositif a été réalisé en 2005.

En 2022, la commune comptait 179 habitants, en évolution de +16,23 % par rapport à 2016 (Isère : +3,07 %, France hors Mayotte : +2,11 %).
| 1793  | 1800  | 1806  | 1821  | 1831  | 1836  | 1841 | 1846 | 1851 |
| ----- | ----- | ----- | ----- | ----- | ----- | ---- | ---- | ---- |
| 1 094 | 1 024 | 1 050 | 1 123 | 1 293 | 1 320 | 407  | 444  | 420  |

| 1856 | 1861 | 1866 | 1872 | 1876 | 1881 | 1886 | 1891 | 1896 |
| ---- | ---- | ---- | ---- | ---- | ---- | ---- | ---- | ---- |
| 390  | 365  | 360  | 395  | 696  | 404  | 371  | 351  | 330  |

| 1901 | 1906 | 1911 | 1921 | 1926 | 1931 | 1936 | 1946 | 1954 |
| ---- | ---- | ---- | ---- | ---- | ---- | ---- | ---- | ---- |
| 335  | 300  | 270  | 250  | 179  | 157  | 187  | 179  | 178  |

| 1962 | 1968 | 1975 | 1982 | 1990 | 1999 | 2005 | 2006 | 2010 |
| ---- | ---- | ---- | ---- | ---- | ---- | ---- | ---- | ---- |
| 143  | 138  | 132  | 132  | 122  | 162  | 184  | 185  | 168  |

| 2015 | 2020 | 2022 | - | - | - | - | - | - |
| ---- | ---- | ---- | - | - | - | - | - | - |
| 156  | 174  | 179  | - | - | - | - | - | - |

### Enseignement
- École maternelle publique

### Médias
La commune est située sur l'aire de diffusion de radio Ici Isère, une radio publique qui émet sur tout le territoire du département de l'Isère.

## Culture et patrimoine

### Lieux et monuments
- L'église paroissiale Saint-Maurice de Saint-Maurice-en-Trièves
- La cheminée de la fonderie

### Héraldique
|  | Saint-Maurice-en-Trièves possède des armoiries dont l'origine et le blasonnement exact ne sont pas disponibles. |